# کهن‌ماران

کهن‌ماران یا پیشین‌ماران یا هنوفیدیا (به لاتین: Henophidia)، نام یک بالاخانواده بزرگ از مارها است که زیرخانواده‌هایی مانند اژدرماران، پایتونان از زیرمجموعه‌های آن هستند. مارهای عضو مجموعهٔ کهن‌ماران نسبت به مارهای عضو خانوادهٔ کورماران و زنوفیدیا، به عنوان جانور اولیه و با دگرگونی کمتر دانسته می‌شوند.

## نام‌گذاری
عبارت Henophidia برگرفته از زبان یونانی است که Heno به معنی یک یا اولیه و phidia به معنی مار است. در نتیجه کل عبارت به معنی مارهای اولیه یا مارهای کهن است. (در مقابل واژهٔ نوماران Caenophidia که به معنی مارهای اخیر است).

## زیرخانواده‌ها
زیرخانواده‌های کوچک‌تر هنوفیدیا عبارتند از:
- لوله‌ماران
- لوله‌ماران کوتوله
- اژدرماران
- بولیرماران
- لوله‌ماران آسیایی
- پایتونان مکزیکی
- پایتونان
- اژدرماران کوتوله
- دم‌سپرماران
- آفتاب‌ماران